# Povydří
Povydří je přírodní památka ev. č. 1030 a zároveň I. zóna Národního parku Šumava. Nachází se v okrese Klatovy, mezi obcemi Srní a Horská Kvilda. Důvodem vyhlášení je kaňonovité údolí balvanitého úseku řeky Vydry s přilehlými zalesněnými svahy. V řece jsou četné obří hrnce, peřeje a dlouhé kaskády, nad nimiž se na svazích tyčí skalní masivy se skalními věžemi Baba, Panna a Mnich a řada kamenných moří.
Vchynicko-tetovský plavební kanál vybudovaný podle návrhu J. Rosenauera na počátku 19. století odvedl část vod Vydry a oslabil tak sílu toku, řeka tak nepůsobí tak divoce.
Údolím prochází naučná stezka, uprostřed Povydří stojí Turnerova chata.

## Přírodní poměry

### Flóra
V údolí roste prha chlumní (Arnica montana), plavuň vidlačka (Lycopodium clavatum), kapradinka skalní (Woodsia ilvensis), z teplomilných rostlin pak lýkovec jedovatý (Daphne mezereum) a lilie zlatohlávek (Lilium martagon).

### Fauna
Údolí se stalo útočištěm zbytků severské fauny, např. pro ořešníka kropenatého (Nucifraga caryocatactes) či jeřábka lesního (Bonasa bonasia).